# Старооскольское викариатство

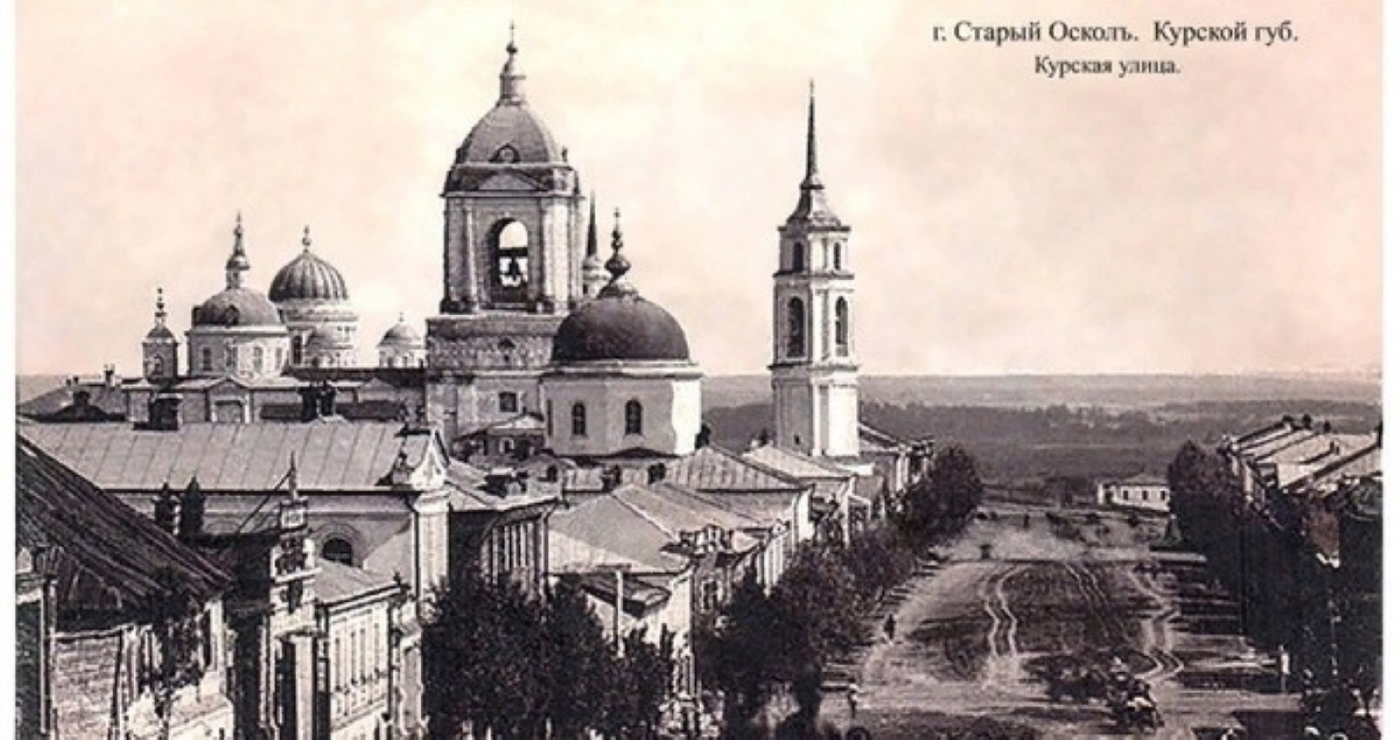
Курская улица — главная улица Старого Оскола на ней находилось 5 церквей города в том числе Богоявленский собор, в кадре также Успенская церковь и Казанско-Никольский собор

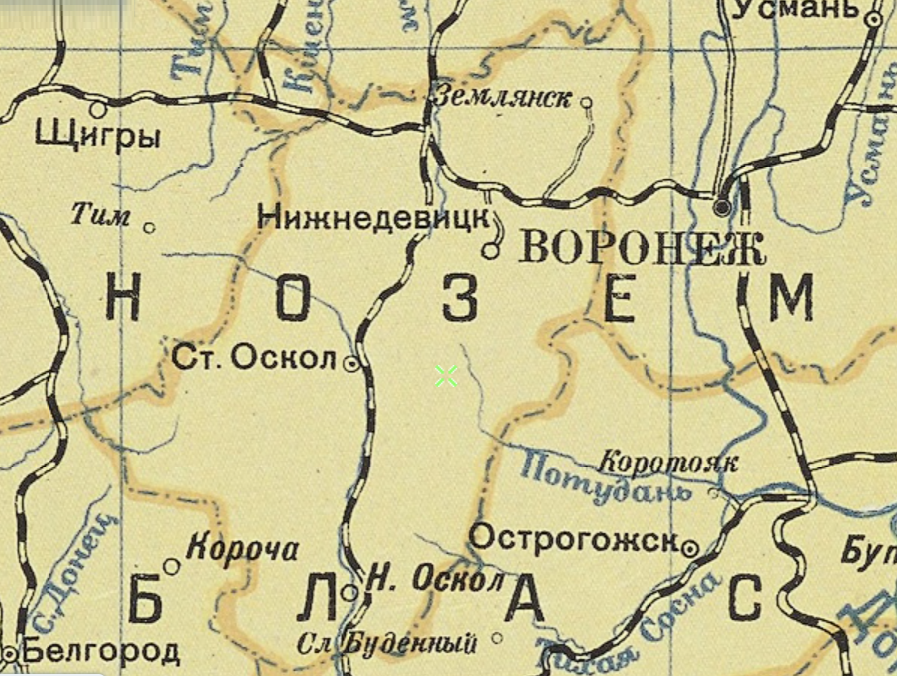
Границы викарной епархии

Старооско́льское викариа́тство — викарная старооскольская епархия в составе Курской епархии, существовавшая с 13 декабря 1929 по 14 сентября 1937 года. Кафедральным городом был Старый Оскол, а границы епархии были обусловлены границами Старооскольского уезда, а затем и округа Курской губернии и Центрально-Черноземной области

## История
13 декабря 1929 по решению архиепископа Курского и Обоянского Дамиана было принято решение о создании викарной епархии в г. Старый Оскол. Кафедральным собором епархии стал Богоявленский собор данного города. В епархии действовала 161 церковь (в границах уезда до 1924 года — 65), 6 из которых действовали в г. Старый Оскол и еще 5 были слободскими (расположенных в пригородах Старого Оскола). В состав уезда, а затем округа входили современные: Старооскольский, Губкинский, Чернянский, Новооскольский районы Белгородской области, Горшечинский, Касторненский, Советский районы Курской области, Нижнедевицкий и Землянский районы Воронежской области.
С 13 декабря 1929 по 27 июня 1933 года викариатством управлял епископ Онуфрий (Гагалюк). Ему было разрешено проводить службы только в Богоявленском соборе.

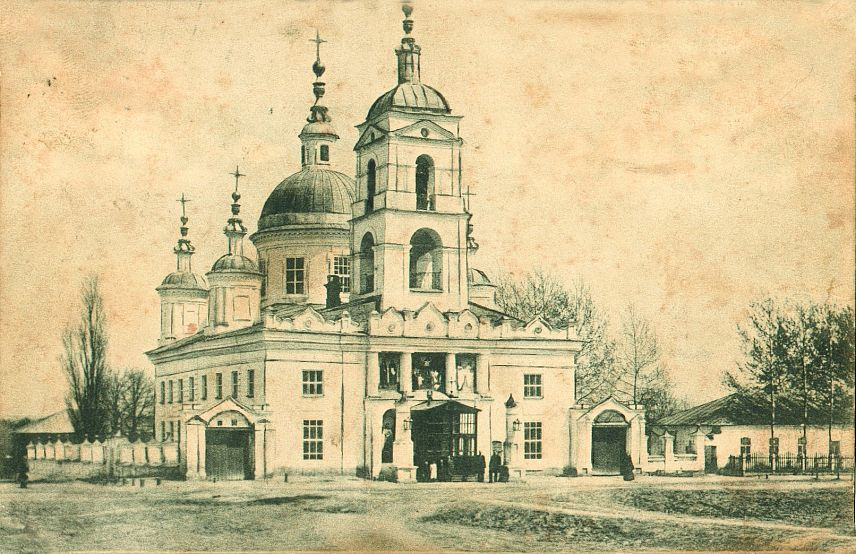
Покровская церковь Старого Оскола

С 11 августа 1933 по 14 сентября 1937 года викариатством управлял епископ Митрофан (Русинов).
После снятия с кафедры епископа Митрофана Старооскольское викариатство было ликвидировано. Все городские храмы были разрушены. Большинство храмов старооскольского района были или закрыты или разрушены.
В период с 1937—1939 годы в Старом Осколе были разрушены все действующие храмы:
- Богоявленский кафедральный собор (1840—1938)
- Казанско-Николаевский собор (1802—1937)
- Успенская церковь (1765—1937)
- Благовещенско-михайловская церковь (1809—1940-е)
- Покровская церковь (1783—1940-е)
- Ахтырская церковь (1822—1938)